# Belding Island
Belding Island ist eine 5 km lange Insel vor der Westküste des westantarktischen Grahamlands auf der Antarktischen Halbinsel. Sie gehört zu den Biscoe-Inseln und liegt unmittelbar westlich des südlichen Endes von Watkins Island.
Kartiert wurde sie anhand von Luftaufnahmen der Falkland Islands and Dependencies Aerial Survey Expedition (1956–1957). Das UK Antarctic Place-Names Committee benannte sie 1960 nach dem US-amerikanischen Mediziner Harwood S. Belding (1909–1973), Leiter des Quartermaster Climatic Research Laboratory der United States Army in Lawrence, Massachusetts, der sich wissenschaftlich mit der Entwicklung geeigneter Kleidung für polare Regionen beschäftigte.